# 馬里諾韋
47°5′41″N 30°46′24″E / 47.09472°N 30.77333°E
馬里諾韋（烏克蘭語：Маринове）是位於烏克蘭西南部的村莊，由敖德萨州贝雷济夫卡区的勞希夫卡市鎮負責管轄。該村始建於1815年，面積2.33平方公里，海拔高度74米，2001年人口991，人口密度每平方公里425.32人。